# Kristýna Pastulová
Kristýna Pastulová (Litoměřice, 22 ottobre 1985) è una pallavolista ceca.
Gioca nel ruolo di centrale nel Královo Pole.

## Carriera
La carriera di Kristýna Pastulová inizia a livello giovanile nel Tělovýchovná Jednota Lokomotiva Plzeň, dove gioca fino al 2003, quando inizia la carriera professionistica debuttando in Extraliga con l'Olymp Praga, col quale gioca per quattro stagioni e vince uno scudetto e tre edizioni della Coppa della Repubblica Ceca. Gioca poi per tre stagioni all'estero con lo Schwechat Post, squadra della 1. Bundesliga austriaca con la quale vince tre scudetti in altrettante stagioni; nel 2008 viene convocata per la prima volta nella nazionale ceca.
Dopo essere tornata in patria per giocare un campionato col Přerovský, nella stagione 2011-12 viene ingaggiata dall'İqtisadçı nella Superliqa azera; con la nazionale vince la medaglia d'oro alla European League 2012. Nella stagione successiva gioca nella Serie A2 Italiana per la Polisportiva Antares di Sala Consilina, mentre nel campionato 2013-14 passa al Chara Morin, squadra neopromossa nella Superliga russa.
Dopo due annate di inattività, ritorna in campo in Svizzera, disputando la Lega Nazionale A 2016-17 col Top Lucerna. Nel campionato 2017-18 ritorna in patria, ingaggiata dal Královo Pole.

## Palmarès

### Club
- Campionato ceco: 1

2004-05
- Campionato austriaco: 3

2007-08, 2008-09, 2009-10
- Coppa della Repubblica Ceca: 3

2003-04, 2004-05, 2006-07

### Nazionale (competizioni minori)
- European League 2012